# Marasmiellus cocophilus
Marasmiellus cocophilus är en svampart som beskrevs av Pegler 1969. Marasmiellus cocophilus ingår i släktet Marasmiellus och familjen Marasmiaceae.   Inga underarter finns listade i Catalogue of Life.